# Haplosomoides nainitalensis
Haplosomoides nainitalensis là một loài bọ cánh cứng trong họ Chrysomelidae. Loài này được Gangola miêu tả khoa học năm 1969.